# Emphreus adlbaueri
Emphreus adlbaueri là một loài bọ cánh cứng trong họ Cerambycidae.